# Grasalkovičův palác
Grasalkovičův palác nebo též Prezidentský palác v Bratislavě je osově symetrická rokoková budova na Hodžově náměstí v Bratislavě postavená jako letní venkovské sídlo šlechtickým rodem Grasalkovičů v 18. století. Během několika staletí vystřídal řadu majitelů a byl různě využíván, od roku 1996 je oficiální rezidencí prezidentů Slovenské republiky. Za palácem se nachází veřejně přístupná Prezidentská zahrada.

## Historie

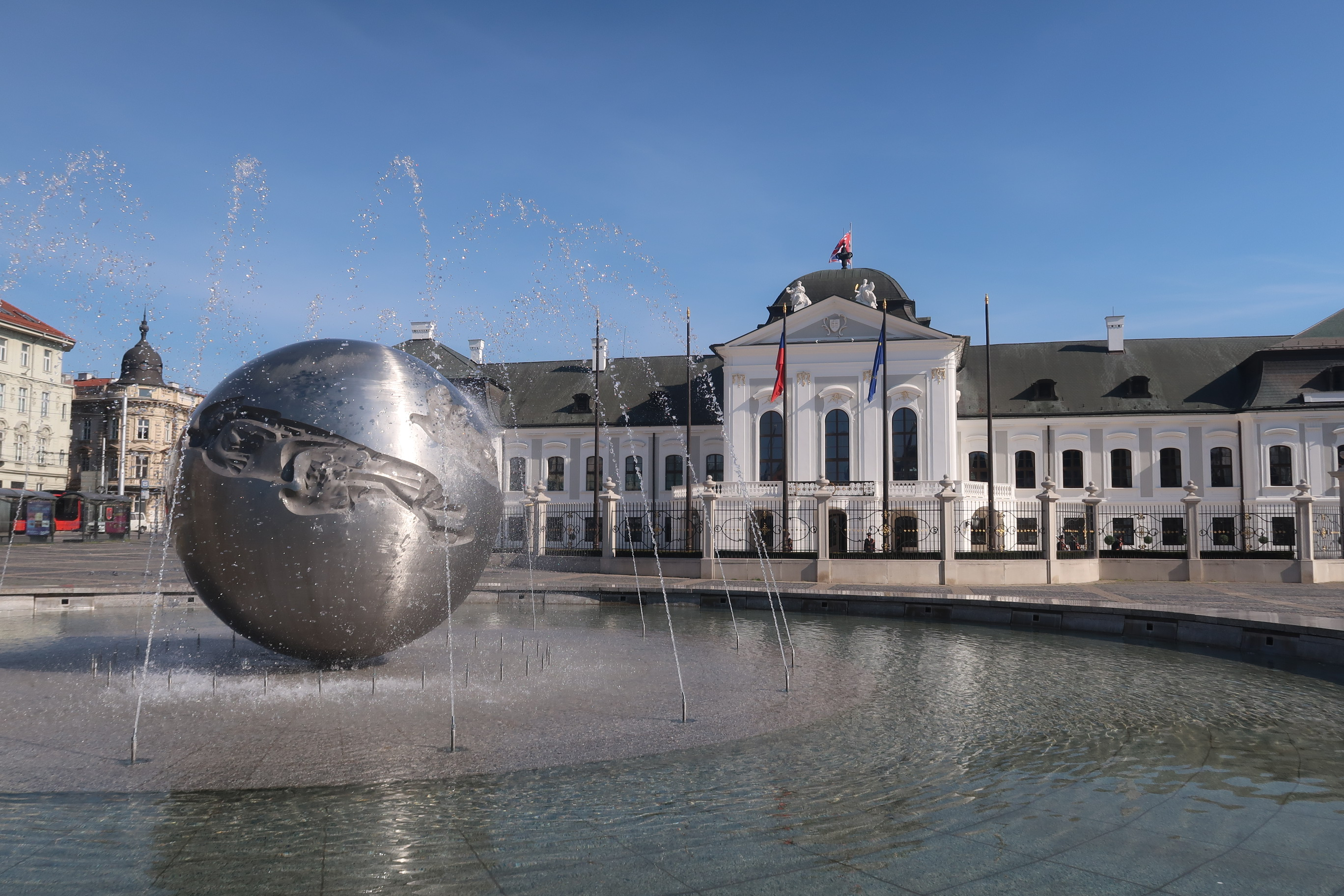
Palác pohledem z Hodžova náměstí

V roce 1760 jej dal postavit hrabě Antonín II. Grasalkovič (Grassalkovich), advokát, později předseda Uherské královské komory. Autorem architektonického návrhu byl Andrej Mayerhofer. Palác stál původně na volném prostranství před někdejším opevněným městem. Součástí paláce byl od počátku rozsáhlý francouzský park (dnešní Prezidentská zahrada), která plynule navazuje na rozsáhlou zahradu bývalého letního arcibiskupského paláce. Palác byl původně spíše jen loveckým letohrádkem, do současné podoby byl přestavěn a rozšířen až po roce 1771 knížetem Antonínem II. Grasalkovičem. Přestavba paláce svým architektonickým pojetím připomínala hlavní sídlo Grasalkovičů v Gödöllö nedaleko Budapešti. V paláci se v té době pořádaly honosné slavnosti a plesy za účasti předních umělců (Joseph Haydn), v roce 1775 jej navštívila Marie Terezie. V poslední generaci Grasalkovičů byl již palác pronajímán, mimo jiné zde sídlila dívčí škola. V polovině 19. století koupil palác i se zahradou rod Karácsonyiů. Vlivný uherský politik hrabě Guido Karácsonyi (1817–1885) nechal již předtím postavit Karácsonyiho palác v západní části zahrady Grasalkovičova paláce.
V roce 1894 koupil palác arcivévoda Bedřich Rakousko-Těšínský, pozdější vrchní velitel rakousko-uherské armády. Patřil k nejbohatším příslušníkům rodu Habsburků a zároveň největším velkostatkářům v Rakousku-Uhersku. Za palác zaplatil 482 000 zlatých a učinil z něj svou hlavní rezidenci, kde se usadil s manželkou Isabelou Croy-Dürmen a početným potomstvem. Palác byl v té době opět centrem čilého společenského života, mimo jiné se zde seznámil následník trůnu František Ferdinand d'Este se svou pozdější manželkou hraběnkou Žofií Chotkovou, která byla dvorní dámou arcivévodkyně Isabely. 

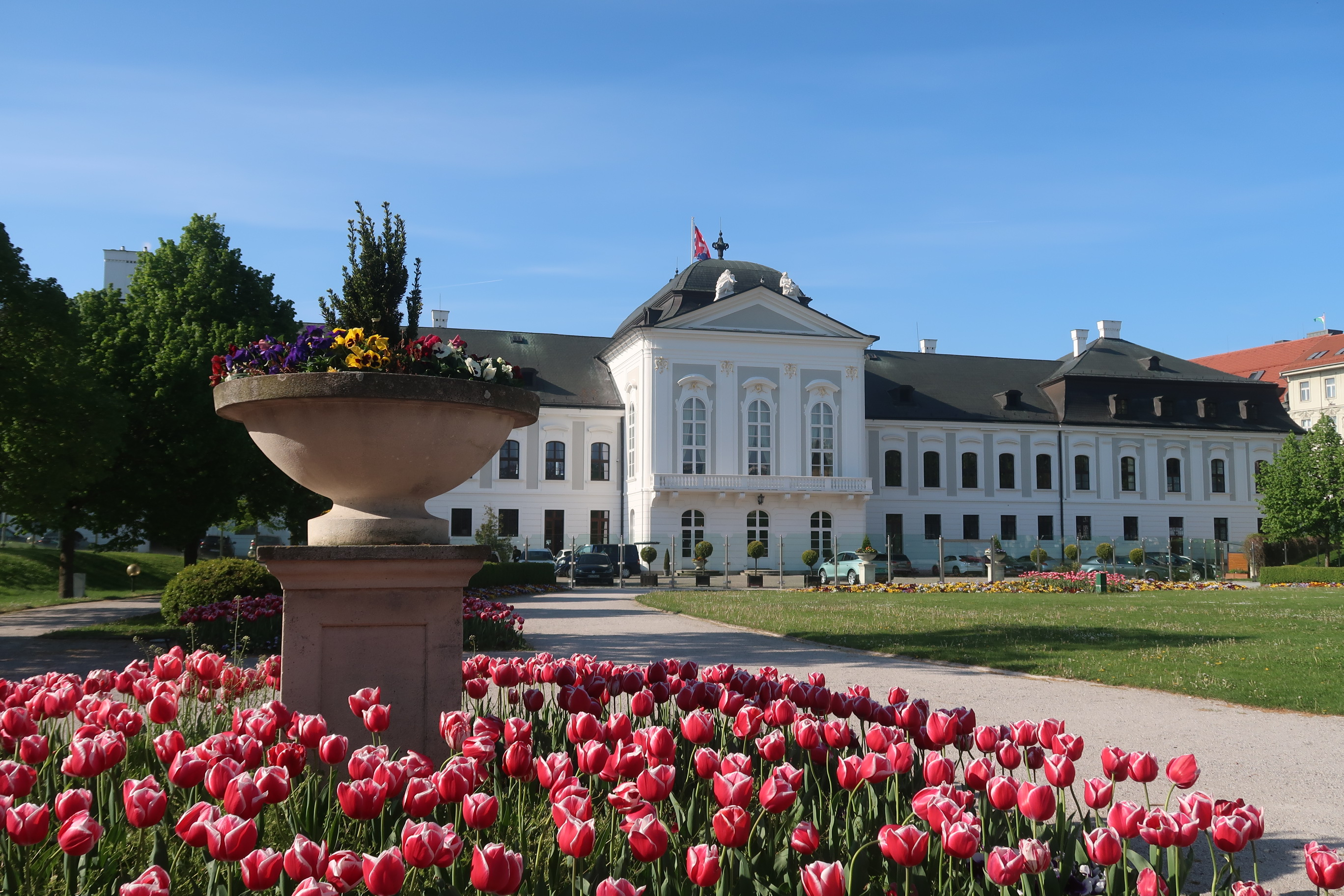
Palác pohledem z Prezidentské zahrady

Po první světové válce a vzniku Československa byly všechny majetky Habsburků zestátněny, což se týkalo i Grasalkovičova paláce. V roce 1919 zde bylo umístěno Zemské velitelství československé armády pro Slovensko a vojáci tu sídlili až do roku 1939. V období druhé světové války byl palác určen jako rezidence prezidenta Slovenského štátu Jozefa Tisa. V té době byla budova upravena podle projektu architekta Emila Belluše. Po porážce nacistického Německa v roce 1945 v paláci úřadoval Sbor pověřenců. Formálně zůstal palác určen jako rezidence československých prezidentů, Edvard Beneš a Klement Gottwald zde ale prakticky nepobývali. Klement Gottwald věnoval palác Pionýrské organizaci a v letech 1949–1989 zde sídlil Dům pionýrů a mládeže Klementa Gottwalda (později známý jen jako Dům pionýrů), v němž probíhaly nejrůznější kulturní, sportovní a další kroužky pro děti a mládež.
Budova paláce a okolí, jako státní majetek, se po rozdělení Československa v roce 1993 stala součástí majetků Slovenské republiky. Po roce 1993 proběhla jeho rekonstrukce s náklady 280 miliónů korun. Jako oficiální rezidenci slovenských prezidentů, po GO paláce, převzal palác Michal Kováč dne 30. září 1996. Fakticky se trvalým sídlem hlavy státu stal až za jeho nástupce Rudolfa Schustera, který pocházel z Košic a neměl v Bratislavě trvalé bydliště; proto mu byl v paláci vyčleněn malý byt. Rudolf Schuster poté inicioval revitalizaci parku známého dnes jako Prezidentská zahrada.

## Popis
Do paláce se vchází hlavním schodištěm nacházejícím se za vstupním prostorem. Před nástupem na schodiště se nachází barokní sochy, alegorie čtyř ročních období připisované Wilhelmu Beyerovi. V přízemí se nachází sala terrena se středovou fontánou. V prvním patře se nachází Velký sál se štukovou výzdobou na stěnách a s vysokými zrcadly mezi okny. Ve středu západního křídla je na sever orientovaná pracovna prezidenta. Vedle ní leží Hnědý salon (Prezidentská knihovna). Ten přímo sousedí s přijímacím salonem, kde se odehrává většina setkání prezidenta s návštěvami. V sále jsou portréty Karla VI. jeho manželky Alžběty Kristýna a jejich dětí. Z Velkého sálu se vchází do Zeleného salonu (Velké jídelny) ve východním křídle, který dnes slouží jako konferenční místnost. Zlatý salon (Dámský salon) se nachází hned vedle, název dostal podle barokní zlacené tapety. Následuje oválný Modrý salon, kabinet první dámy. Salon je zdoben zachovaným lustrem z 19. století. V přízemí pod pracovnou prezidenta se nachází Malá jídelna, klenutá místnost s výhledem do parku.
Palácová Kaple sv. Barbory vznikla jako samostatná stavba, Anton I. Grassalkovič ji dal postavit jako splnění staršího votivního slibu, vysvěcena byla v roce 1769. 